# The Conjuring (serie de películas)
The Conjuring Universe (en España Universo Expediente Warren o Warrenverso y en Latinoamérica Universo de El Conjuro) es una serie de películas de terror, distribuidas por la división New Line Cinema de Warner Bros. Pictures. Las películas presentan una toma de ficción sobre los casos de la vida real de Ed y Lorraine Warren, investigadores paranormales y autores asociados con casos importantes pero controvertidos. La saga principal del universo, The Conjuring, sigue sus intentos de ayudar a las personas que se encuentran poseídas por espíritus demoníacos, mientras que el resto de películas son spin-off que se centran en los orígenes de algunas de las entidades que los Warren han encontrado.
La franquicia consta actualmente de tres películas en la serie principal, The Conjuring (2013), The Conjuring 2 (2016) y The Conjuring: The Devil Made Me Do It (2021), dos dirigidas por James Wan y una dirigida por Michael Chaves coproducidas por Peter Safran y Rob Cowan y coescritas por Chad Hayes y Carey W. Hayes. Las entregas giran en torno a dos de los muchos casos famosos de actividad paranormal de los cuales han sido parte los Warren; la primera película narra el caso de la familia Perron, que experimenta eventos perturbadores en su casa recién adquirida en Rhode Island, mientras que la segunda entrada se centra en el controvertido caso del Poltergeist de Enfield. Además, al comienzo de la película se hace brevemente referencia al caso Amityville, al igual que ocurre con el caso Annabelle en la primera entrega. Una tercera película de la serie principal se centra en el caso de Arne Cheyenne Johnson, quien fue el primer acusado en Estados Unidos en usar como argumento de inocencia la ''posesión demoníaca''.
La franquicia también incluye Annabelle (2014), un spin-off dirigido por el cineasta de The Conjuring, John R. Leonetti y producido por Safran y Wan, que se centró en los orígenes de la muñeca del mismo nombre antes de que los Warren entraran en contacto con ella al inicio de la primera película. También se produjo una precuela de esta titulada Annabelle: Creation (2017), dirigida por David F. Sandberg y una secuela, Annabelle Comes Home (2019), dirigida por Gary Dauberman. Además de los spin-off de Annabelle, también se encuentran los respectivos de La Monja (2018), dirigida por Corin Hardy, y La Monja II (2023), dirigida por Michael Chaves, ambas basadas en el personaje introducido en The Conjuring 2.
Las dos primeras películas de The Conjuring fueron recibidas con críticas positivas tanto por críticos como por los fans del terror, ganando el elogio por la dirección de Wan y las interpretaciones de los protagonistas, particularmente la de Patrick Wilson y la química en pantalla con Vera Farmiga como Ed y Lorraine. Los críticos también reconocieron el impacto que las películas han tenido en la cultura popular, así como en la producción de películas de terror modernas. La primera entrega de la serie de películas de Annabelle recibió críticas de mixtas a negativas, siendo considerada por muchos, principalmente por los fans de la primera película, como una película inferior a su precursora. En cambio, Annabelle: Creation y Annabelle Comes Home fueron recibidas con críticas generalmente positivas. Las dos películas principales y sus tres secuelas han demostrado ser exitosas en la taquilla, con ganancias combinadas de más de $1923.3 mil millones de dólares en todo el mundo, contra un presupuesto combinado de $ 139.5 millones, lo que la convierte en la primera franquicia de terror más taquillera de la historia, y uno de las más aclamadas por la crítica.
El éxito de la franquicia y las películas entrelazadas han llevado a los medios a hacer comparaciones con las películas del Universo cinematográfico de Marvel al denominarlo The Conjuring Universe con el crítico de cine y taquilla, Scott Mendelson de Forbes, llamando a la franquicia el "primer éxito de un universo cinematográfico post-Marvel". En 2017 se realizó una competición para que los cineastas independientes crearan un cortometraje de terror dentro de la atmósfera de The Conjuring, y en las reglas oficiales, el título The Conjuring Universe fue confirmado como el nombre oficial usado por Warner Bros. para la serie de películas.

## Desarrollo
El desarrollo comenzó más de veinte años antes del debut de la primera película, cuando Ed Warren reprodujó una cinta de la entrevista original de Lorraine con Carolyn Perron, para el productor Tony DeRosa-Grund. DeRosa-Grund hizo una grabación de Ed Warren reproduciendo la cinta y de su posterior discusión. Al final de la cinta, Ed Warren le dijo a DeRosa-Grund, "Si no podemos hacer esto en una película no sé lo que podemos hacer". DeRosa-Grund entonces mostró a Ed su visión de la película.
DeRosa-Grund escribió el guion original y tituló el proyecto The Conjuring. Durante casi catorce años, intentó rodar la película sin ningún éxito. Originalmente llegó a un acuerdo para hacer la película en Gold Circle Films, la compañía de producción detrás de The Haunting in Connecticut, pero el contrato no pudo ser finalizado y el acuerdo fue desechado.
DeRosa-Grund se alió con el productor Peter Safran, y los hermanos escritores Chad y Carey W. Hayes para retocar el guion. Usando el guion de DeRosa-Grund y la cinta de Ed Warren, los hermanos Hayes cambiaron el punto de vista de la historia de la familia Perron a la de los Warren. Los hermanos entrevistaron a Lorraine Warren muchas veces por teléfono para aclarar detalles. A mediados de 2009, la propiedad se convirtió en el tema de una guerra de licitación de seis estudios que aterrizaron la película en Summit Entertainment. Sin embargo, DeRosa-Grund y Summit no pudieron concluir la transacción y la película entró en revocación. DeRosa-Grund volvió a conectar con New Line Cinema, que había perdido en la guerra de licitación original, y el estudio finalmente recogió la película. El 11 de noviembre de 2009, se hizo un acuerdo entre New Line y Evergreen Media Group de DeRosa-Grund.

## Películas
| Película                               | Fecha de lanzamiento    | Director          | Productor(es)                            | Guionista(s)                                | Música             |
| -------------------------------------- | ----------------------- | ----------------- | ---------------------------------------- | ------------------------------------------- | ------------------ |
| Estrenadas                             |                         |                   |                                          |                                             |                    |
| The Conjuring                          | 19 de julio de 2013     | James Wan         | Tony DeRosa-Grund Peter Safran Rob Cowan | Chad Hayes Carey Hayes                      | Joseph Bishara     |
| Annabelle                              | 3 de octubre de 2014    | John R. Leonetti  | Peter Safran James Wan                   | Gary Dauberman                              | Joseph Bishara     |
| The Conjuring 2                        | 10 de junio de 2016     | James Wan         | Peter Safran Rob Cowan                   | Chad Hayes Carey Hayes David Leslie Johnson | Joseph Bishara     |
| Annabelle: Creation                    | 11 de agosto de 2017    | David F. Sandberg | Peter Safran James Wan                   | Gary Dauberman                              | Benjamin Wallfisch |
| La monja                               | 7 de septiembre de 2018 | Corin Hardy       | Peter Safran James Wan                   | Tobias Iaconis                              | Joseph Bishara     |
| Annabelle Comes Home                   | 26 de junio de 2019     | Gary Dauberman    | Peter Safran James Wan                   | Gary Dauberman                              | Joseph Bishara     |
| The Conjuring: The Devil Made Me Do It | 4 de junio de 2021      | Michael Chaves    | Peter Safran James Wan                   | David Leslie Johnson                        | Joseph Bishara     |
| La monja II                            | 8 de septiembre de 2023 | Michael Chaves    | Peter Safran James Wan                   | Akela Cooper                                | Marco Beltrami     |
| Producción                             |                         |                   |                                          |                                             |                    |
| En desarrollo                          |                         |                   |                                          |                                             |                    |
| The Conjuring: Last Rites              | 5 de septiembre de 2025 | Michael Chaves    | Peter Safran James Wan                   | David Leslie Johnson                        | —                  |

### Línea de tiempo
| Año  | Largometrajes                          |
| ---- | -------------------------------------- |
| 1952 | La monja                               |
| 1955 | Annabelle: Creation                    |
| 1956 | La monja II                            |
| 1967 | Annabelle                              |
| 1971 | The Conjuring                          |
| 1972 | Annabelle Comes Home                   |
| 1977 | The Conjuring 2                        |
| 1981 | The Conjuring: The Devil Made Me Do It |

## SerieThe Conjuring

### The Conjuring(2013)
En enero de 2012, Bloody disgusting confirmó a Wan como director de una película titulada The Warren Files, posteriormente retitulada The Conjuring, centrada en las hazañas de la vida real de Ed y Lorraine Warren, una pareja casada que investigaba los eventos paranormales. En su segunda colaboración con Wan, Patrick Wilson protagonizó junto a Vera Farmiga los papeles de Ed y de Lorraine, respectivamente. La producción comenzó en Wilmington, Carolina del Norte en febrero de 2012, y las escenas fueron rodadas en orden cronológico. La película se centró en el caso de los Warren en 1971 en el que investigaron la maldición de una bruja a una casa de campo en Harrisville, Rhode Island. The Conjuring fue estrenada el 19 de julio de 2013, con críticas positivas y éxito en taquilla, ganando $318 millones de dólares en todo el mundo contra un presupuesto de $20 millones y convirtiéndose en una de las películas de terror más rentables de la historia.

### The Conjuring 2(2016)
En junio de 2013, se informó que New Line Cinema ya estaba desarrollando una secuela, con Farmiga y Wilson firmando para regresar a sus papeles. El 21 de octubre, se anunció que Wan volvería a dirigir la secuela y haría su primera contribución como guionista en la franquicia. El rodaje comenzó en septiembre de 2015 en Los Ángeles y concluyó en diciembre de 2015 en Londres. La película se centró en el caso de Enfield, en Londres, en 1977, mientras que hace referencia brevemente al caso Amitville. Fue estrenada el 10 de junio de 2016, con críticas positivas por parte de los críticos y de las audiencias; algunos coincidieron en que la película era muy superior a otras secuelas de terror, mientras que otros debatían sobre si la película había superado a su predecesor en calidad. Probando ser igualmente exitosa que la primera, la película se convirtió en otra adición rentable a la franquicia, habiendo ganado $320.3 millones de dólares en todo el mundo contra un presupuesto de $40 millones, y convirtiéndose en la segunda película de terror de mayor recaudación de todos los tiempos, solo detrás de El Exorcista.

### The Conjuring: The Devil Made Me Do It(2021)
En cuanto a una posible tercera parte en la saga The Conjuring, Wan declaró: "Podría haber muchas más películas porque los Warren tienen tantas historias". Los guionistas Chad y Carey Hayes también han expresado interés en trabajar en una historia para otra secuela. Sin embargo, Wan declaró que no podrá dirigir la película debido a sus compromisos con otros proyectos. Tal y como dijo a Collider.com, "Suponiendo que tengamos la suerte de tener un tercer capítulo, hay otros cineastas que me encantaría que continuaran con el mundo de The Conjuring, si tenemos la suerte". Wan también ha declarado que, si una tercera película iba a ser hecha, tendría lugar en la década de 1980. Wan declaró más tarde que la secuela podría tratar la licantropía, diciendo: "Tal vez podamos ir y hacerlo como un clásico, al estilo de Un Hombre Lobo Americano en Londres. ¡Lo que sería increíble! Los Warren se pondrían en el contexto del sabueso de los Baskerville (sic). Sería increíble." En mayo de 2017, Safran habló sobre la improbabilidad de que una tercera entrega fuera sobre una casa embrujada. En junio de 2017, se anunció que una tercera entrega estaba en desarrollo, con el coescritor de The Conjuring 2, David Leslie Johnson, contratado para escribir el guion. En agosto de 2017, Wan dijo a Entertainment Weekly que los cineastas "han estado trabajando duro en The Conjuring 3", y que "estamos en medio del trabajo del guion, y todavía no lo hemos acabado. Queremos asegurarnos de que el guion sea realmente bueno. Con la cantidad de personas a las que les han gustado las dos primeras, no quiero ir deprisa a la tercera, si es posible." En la CinemaCon de abril de 2019 se anunció la fecha de estreno de la película, el 11 de septiembre de 2020. En diciembre de 2019 se desveló el título oficial de la película, siendo The Conjuring: The Devil Made Me Do It en EE. UU., traducido como El Conjuro 3: El Diablo me Obligó a Hacerlo en Hispanoamérica y Expediente Warren: Obligado por el Demonio en España. La película estaba inicialmente programada para ser estrenada en los Estados Unidos el 11 de septiembre de 2020, pero a causa de la pandemia de COVID-19, Warner Bros. decidió retrasar su fecha de estreno hasta el 4 de junio de 2021.

## SerieAnnabelle

### Annabelle(2014)
Un Spin-Off, que se centra en la historia de la muñeca Annabelle, la cual se introdujo en The Conjuring, fue anunciada poco después del lanzamiento de su precursor, principalmente debido al éxito mundial de taquilla de la película, y la recepción positiva hacia el personaje. La producción comenzó en enero de 2014 en Los Ángeles. La trama se centró en John y Mia Form, una pareja casada esperando a un niño, cuya muñeca vintage, Annabelle, es poseída por un espíritu de venganza después de que una secta entre en su casa y en la de sus vecinos y estos sean asesinados. La película fue dirigida por el cineasta de The Conjuring, John R. Leonetti y producido por Safran y Wan, con Gary Dauberman detrás del guion. La película fue estrenada mundialmente el 3 de octubre de 2014, con un gran éxito comercial, convirtiéndose en la decimocuarta película de terror más rentable en América del Norte, a pesar de recibir de críticas mixtas a negativas tanto de críticos como de fans. Muchos críticos encontraron a Annabelle como una película inferior en comparación con The Conjuring.

### Annabelle: Creation(2017)
En octubre de 2015, se confirmó que una secuela de Annabelle estaba en desarrollo; más tarde se reveló que la película sería una precuela en lugar de una secuela. La filmación comenzó en junio de 2016 en Los Ángeles. La trama de la película se centra en un fabricante de muñecas y su esposa, cuya hija murió trágicamente doce años antes, cuando deciden abrir su casa a una monja y a varias niñas de un orfanato que recién había cerrado; la creación poseída del fabricante, Annabelle, fija su mirada en las niñas y convierte su estancia en la casa en una verdadera pesadilla. El director de Lights Out, David F. Sandberg reemplazó a Leonetti como director, con Dauberman volviendo a escribir el guion y Safran y Wan regresando para producir. La película fue lanzada mundialmente el 11 de agosto de 2017, con un éxito crítico y comercial. La mayoría de los críticos encontraron Annabelle: Creation una gran mejora sobre su predecesora.

### Annabelle Comes Home(2019)
En junio de 2018, se confirmó por sorpresa que una secuela de Annabelle estaba en desarrollo. Wan informó de que él sería el prdouctor mientras que Gary Dauberman debutaría como director. También se informó de los primeros detalles de la trama. En marzo de 2019 fue confirmado en título oficial de la película. La trama se centra en la llegada de la muñeca al museo de los Warren. Judy, la hija del matrimonio, se quedará con una niñera durante un viaje de sus padres. Durante ese tiempo la amiga de la niñera llega a tratar de comunicarse con su padre que falleció, pero sin querer libera a Annabelle y esta se escapará de su vitrina causando el caos en la sala de artefactos y en toda la casa. La película se estrenó el 28 de junio de 2019, con un éxito crítico y comercial, aunque no consiguió la misma recaudación que sus dos predecesoras. La mayoría de críticos calificaron a la película como "la mejor de la saga".

## SerieLa monja

### La monja(2018)
El 15 de junio de 2016, se informó que un Spin-Off titulado La monja, donde aparecería el personaje de Valak, la monja endemoniada de The Conjuring 2, estaba en desarrollo con el coescritor de The Conjuring 2, David Leslie Johnson escribiendo el guion, y Wan y Safran produciendo el proyecto. En febrero de 2017, se anunció que Corin Hardy había firmado para dirigirla. Gary Dauberman también habría escrito un nuevo guion basado en una historia de James Wan y Dauberman. fue estrenada el 13 de julio de 2018. En abril de 2017, se reveló que Demián Bichir se había unido al elenco en el papel principal. Ese mismo mes, Taissa Farmiga se unió al elenco de la película, en el papel titular. Bonnie Aarons volverá a su papel en la película. La trama de la película sigue a una monja, un sacerdote y un noviciado que investigan un secreto profano y enfrentan una fuerza malévola en forma de monja demoníaca. La filmación comenzó en mayo de 2017 en Bucarest, Rumania. El 12 de agosto de 2017, Wan discutió la posibilidad de una secuela de La monja y cuál podría ser su argumento: "Yo sé dónde potencialmente, si La monja se resuelve, La monja 2 podría conducir y cómo eso se liga a la historia de Lorraine que hemos establecido con los dos primeros largometrajes de The Conjuring y hacer que todo vaya en un círculo completo".

### La monja II(2023)
En abril de 2019, Peter Safran anunció que se está desarrollando una secuela, afirmando que hay una trama "muy divertida" planeada para la película, y comentando que hay una "inevitabilidad en otra película de La monja". A finales de ese mes, Akela Cooper firmó el proyecto como guionista, mientras que Safran y James Wan serán los productores. Bonnie Aarons volverá a interpretar su papel como Valak, la monja demonio. En abril de 2022, Warner anunció oficialmente que el proyecto ya estaba en marcha y sería la próxima entrega de la saga. La película se estrenó el 8 de septiembre del 2023

## Cortometrajes
El 7 de julio de 2017, Warner Bros., conjuntamente con James Wan, anunciaron el concurso "My Annabelle Creation" como promoción para la entonces próxima película Annabelle: Creation. Los participantes de la competición debieron grabar un cortometraje que se sintiera como si pudiera existir dentro del mundo establecido en The Conjuring, con los directores de las películas ganadoras haciendo que sus películas formaran parte del universo cinematográfico compartido y ganando un viaje a Los Ángeles para reunirse con David F. Sandberg, director de Annabelle: Creation. El plazo de inscripción fue el 27 de julio de 2017, con cinco ganadores seleccionados de Estados Unidos, Reino Unido, México, Suecia y Colombia.

### The Nurse(2017)
El 17 de agosto de 2017, el ganador de la competencia con sede en Estados Unidos fue anunciado como Julian Terry por su cortometraje The Nurse. Con menos de 2 minutos de duración y filmada durante cuatro días. El cortometraje comienza con Emily (Aria Walters), una joven con vendas envueltas alrededor de sus ojos, oyendo cómo se abre la puerta de su habitación y el sonido de una camilla que se mueve. Mientras ella sale a investigar, aferrándose a su goteo para mantener el equilibrio, se acerca una extraña enfermera (Hannah Palazzi) a quien Emily no puede ver. Entrando en pánico, vuelve a su habitación y pulsa el botón de llamada en busca de ayuda. La enfermera aparece y le dice a Emily con una voz normal que puede quitar el vendaje. Después de que la enfermera lo haga, Emily se da vuelta para ver el rostro desfigurado y demoníaco de la enfermera que le devuelve la sonrisa. Emily grita de terror cuando la película termina, dejando su destino desconocido.

### The Confession(2017)
The Confession es un cortometraje de terror británico dirigido por Liam Banks, ganador del concurso en Reino Unido. Poco más de 2 minutos de duración y filmado durante una semana, se estrenó el 26 de agosto de 2017.
El cortometraje gira en torno a una joven psicológicamente dañada llamada Fiona (Esmee Matthews) que busca refugio en su iglesia local, confiando en un sacerdote (Charlie Clarke) sobre sus terribles encuentros con entidades sobrenaturales, escapando del mal dentro de su casa solo para encontrar ese algo mucho más oscuro se sienta en la cabina de confesión junto a ella, y solo para darse cuenta de que nunca escapó.

### What's Wrong With Mom?(2017)
What's Wrong With Mom? es un cortometraje de terror mexicano de 2017 dirigido por Raùl Bribiesca que fue el ganador de la competencia mexicana. Exactamente 2 minutos de duración y filmados en una sola toma, se lanzó el 4 de septiembre de 2017.
Algo le está pasando a mamá. Su hija comienza a orar por la salud de su madre, pero pronto descubrirá lo que le está sucediendo. La película gira en torno a un padre (Fabián Hurtado) y una hija (Carina Pámenes) mientras le rezan a Dios para que exorcice a la madre (Perla Corona) de "Marifer", un demonio teletransportador que la posee.

### Blund's Lullaby(2017)
Blund's Lullaby es un cortometraje de terror sueco de 2017 dirigido por Amanda Nilsson y Magda Lindblom, que fue la ganadora de la competencia sueca. De más de 2 minutos de duración, la película se inspiró en la versión nórdica de Sandman o el Coco o cuco, conocida como John Blund. El cortometraje fue estrenado el 14 de septiembre de 2017.

### Innocent Souls(2017)
Innocent Souls es un cortometraje de terror colombiano de 2017 dirigido por Alejandro López, quien también escribió y produjo la cinta. Fue la ganadora de la competencia colombiana. Narra la historia de varios niños que, al no tener donde dormir una fría noche, buscan refugio en una antigua casa abandonada, pero lo que encontrarán será algo muy distinto. El cortometraje fue estrenado el 3 de noviembre de 2017.

## Proyectos cancelados

### The Crooked Man
El 31 de mayo de 2017, Safran dijo que había una posibilidad de una película de Crooked Man. El 14 de junio de 2017, se informó que una película spin-off titulada The Crooked Man, con el personaje del mismo nombre de The Conjuring 2, estaba en desarrollo con Mike Van Waes escribiendo el guion basado en una historia de James Wan. Wan y Safran están preparados para producir el proyecto. En agosto de 2017, Wan dijo a Entertainment Weekly que The Crooked Man todavía está en el comienzo del proceso de desarrollo, afirmando que la película está en "primeras etapas" y que la intención con la potencial película es pasar al subgénero de "cuentos de hadas oscuro" del cine de terror". En abril de 2019, Peter Safran confirmó que, a pesar de los retrasos, la película seguía adelante, aunque dio a entender que estaban esperando al momento idóneo para su lanzamiento y que, probablemente, sería a largo plazo. Finalmente, y tras un largo tiempo sin noticias sobre la película, James Wan anunció el 5 de noviembre de 2022 la cancelación definitiva del proyecto a través de su cuenta de Instagram.

## Elenco recurrente
Indicadores de la lista
En esta sección se muestran los personajes que aparecerán o han aparecido en más de dos películas de la franquicia.
- Una celda vacía, de color gris oscuro, indica que el personaje no aparece en la película, o que la presencia oficial del personaje aún no ha sido confirmada.
- A indica una aparición a través de imágenes de archivo.
- C indica un papel cameo.
- F indica una aparición en fotografías en pantalla.
- E indica una aparición a través del uso de efectos especiales.
- D indica una aparición no acreditada.
- V indica un papel de solo voz.
- J indica una versión más joven del personaje.

| Annabelle "Bee" MullinsLa Muñeca Annabelle |                  |                            |                     | Samara Lee                     |                                 | Samara Lee     |                                 |                                |                        |  |
| Annabelle "Bee" MullinsLa Muñeca Annabelle | Aparece          | Aparece                    | Aparece             | Aparece                        |                                 | Aparece        |                                 |                                |                        |  |
| Camilla                                    | Amy Tipton       | Amy Tipton                 |                     |                                |                                 | Sade Katarina  |                                 |                                |                        |  |
| Debbie                                     | Morganna May     | Morganna May               |                     |                                |                                 | Kenzie Caplan  |                                 |                                |                        |  |
| MalthusEl Carnero                          | Joseph Bishara   | Joseph Bishara             |                     | Joseph BisharaFred TatascioreV |                                 | Alexander Ward |                                 |                                |                        |  |
| Mia Form                                   |                  | Annabelle Wallis           |                     | Annabelle WallisC              |                                 |                |                                 |                                |                        |  |
| John Form                                  |                  | Ward Horton                |                     | Ward HortonC                   |                                 |                |                                 |                                |                        |  |
| Padre Gordon                               | Steve Coulter    |                            | Steve Coulter       |                                |                                 | Steve Coulter  | Steve Coulter                   |                                | Steve Coulter          |  |
| JaniceAnnabelle Higgins                    |                  | Tree O'TooleKeira DanielsJ |                     | Talitha BatemanTree O'TooleM   |                                 | Tree O'TooleA  |                                 |                                |                        |  |
| Pete Higgins                               |                  | Brian Howe                 |                     | Brian Howe                     |                                 |                |                                 |                                |                        |  |
| Sharon Higgins                             |                  | Kerry O'Malley             |                     | Kerry O'Malley                 |                                 |                |                                 |                                |                        |  |
| Thin Man                                   |                  | Trampas Thompson           |                     | Trampas Thompson               |                                 |                |                                 |                                |                        |  |
| Padre Perez                                |                  | Tony Amendola              |                     |                                |                                 |                |                                 |                                |                        |  |
| Carolyn Perron                             | Lili Taylor      |                            |                     |                                | Lili TaylorA                    |                |                                 |                                |                        |  |
| Rick                                       | Zach Pappas      | Zach Pappas                |                     |                                |                                 |                |                                 |                                |                        |  |
| Esther MullinsLa Dama de Carta             |                  |                            |                     | Miranda Otto                   | Miranda Otto                    |                |                                 |                                |                        |  |
| Maurice TheriaultFrenchie                  | Christof Veillon |                            | Christof VeillonA   |                                | Jonas BloquetChristof VeillonMA |                |                                 | Jonas Bloquet                  |                        |  |
| Drew Thomas                                | Shannon Kook     |                            | Shannon Kook        |                                | Shannon KookA                   |                | Shannon Kook                    |                                |                        |  |
| Hermana Irene                              |                  |                            |                     |                                | Taissa Farmiga                  |                |                                 | Taissa FarmigaMargot BernazziJ |                        |  |
| ValakLa Monja                              |                  |                            | Robin Atkin DownesV |                                | Bonnie AaronsJoseph BisharaV    |                |                                 |                                |                        |  |
| ValakLa Monja                              |                  |                            | Bonnie Aarons       | Bonnie AaronsC                 | Bonnie AaronsJoseph BisharaV    |                |                                 | Bonnie Aarons                  | Victoria Paige Watkins |  |
| ValakLa Monja                              |                  | Javier Botet               |                     |                                |                                 |                |                                 |                                |                        |  |
| Ed Warren                                  | Patrick Wilson   | Patrick WilsonV            | Patrick Wilson      | Patrick WilsonV                | Patrick WilsonA                 | Patrick Wilson | Patrick WilsonMitchell HoogJ    | Patrick WilsonA                | Patrick Wilson         |  |
| Judy Warren                                | Sterling Jerins  |                            | Sterling Jerins     |                                | Sterling JerinsA                | Mckenna Grace  | Sterling Jerins                 |                                | Mia Tomlinson          |  |
| Lorraine Warren                            | Vera Farmiga     |                            | Vera Farmiga        |                                | Vera FarmigaA                   | Vera Farmiga   | Vera FarmigaMegan Ashley BrownJ | Vera FarmigaA                  | Vera Farmiga           |  |

## Recepción

### Taquilla
| Película                               | Fecha de estreno        | Total        | Total             | Total          | Ranking de taquilla            | Ranking de taquilla            | Producción      | Ref(s)        |
| Película                               | Fecha de estreno        | Norteamérica | Otros territorios | Mundialmente   | Todos los tiempos Norteamérica | Todos los tiempos Mundialmente | Producción      | Ref(s)        |
| -------------------------------------- | ----------------------- | ------------ | ----------------- | -------------- | ------------------------------ | ------------------------------ | --------------- | ------------- |
| The Conjuring                          | 19 de julio de 2013     | $137 400 141 | $182 094 497      | $319 494 638   | #429                           | #432                           | $20 millones    | [ 58 ] [ 59 ] |
| Annabelle                              | 3 de octubre de 2014    | $84 273 813  | $172 773 848      | $257 047 661   | #899                           | #568                           | $6.5 millones   | [ 58 ] [ 60 ] |
| The Conjuring 2                        | 10 de junio de 2016     | $102 470 008 | $217 922 810      | $320 392 818   | #695                           | #429                           | $40 millones    | [ 58 ] [ 61 ] |
| Annabelle: Creation                    | 11 de agosto de 2017    | $102 092 201 | $204 423 683      | $306 515 884   | #701                           | #458                           | $15 millones    | [ 58 ] [ 62 ] |
| La monja                               | 7 de septiembre de 2018 | $117 450 119 | $248 100 000      | $365 550 119   | #566                           | #341                           | $22 millones    | [ 63 ]        |
| Annabelle Comes Home                   | 26 de junio de 2019     | $74 152 591  | $157 100 000      | $231 252 591   | #1167                          | #753                           | $27 millones    | [ 58 ] [ 64 ] |
| The Conjuring: The Devil Made Me Do It | 4 de junio de 2021      | $65 565 074  | $136 400 000      | $201 965 074   | #1280                          | #841                           | $39 millones    | [ 58 ] [ 65 ] |
| La monja II                            | 6 de septiembre de 2023 | $86 267 073  | $181 800 000      | $268 067 073   |                                |                                | $38 millones    | [ 66 ]        |
| Total                                  | Total                   | $672 572 612 | $1 250 814 838    | $1 923 387 450 |                                |                                | $139.5 millones | [ 58 ]        |

La franquicia ha sido notable por sus ganancias, con The Conjuring y sus posteriores entregas, han hecho un beneficio combinado de 260 millones de dólares, de acuerdo con Deadline, mientras que
The Nun logró hacer casi 17 veces su presupuesto de $22 millones.

### Crítica y respuesta del público
| Película                               | Rotten Tomatoes      | Rotten Tomatoes      | Rotten Tomatoes     | Metacritic         | CinemaScore | IMDb                | FilmAffinity       |
| Película                               | Críticos             | Críticos importantes | Audiencia           | Metacritic         | CinemaScore | IMDb                | FilmAffinity       |
| -------------------------------------- | -------------------- | -------------------- | ------------------- | ------------------ | ----------- | ------------------- | ------------------ |
| The Conjuring                          | 86% (204 revisiones) | 82% (45 revisiones)  | 82% (157 784 votos) | 68 (35 revisiones) | A-          | 7.5 (497 714 votos) | 6.8 (43 766 votos) |
| Annabelle                              | 29% (122 revisiones) | 38% (26 revisiones)  | 36% (48 870 votos)  | 24 (27 revisiones) | B           | 5.4 (157 556 votos) | 4.5 (10 876 votos) |
| The Conjuring 2                        | 79% (226 revisiones) | 68% (32 revisiones)  | 81% (53 441 votos)  | 65 (38 revisiones) | A-          | 7.3 (264 963 votos) | 6.6 (17 326 votos) |
| Annabelle: Creation                    | 70% (178 revisiones) | 64% (28 revisiones)  | 67% (21 648 votos)  | 62 (29 revisiones) | B           | 6.5 (132 273 votos) | 5.5 (4 652 votos)  |
| La monja                               | 37% (187 revisiones) | 41% (23 revisiones)  | 63% (6 483 votos)   | 61 (32 revisiones) | C           | 5.3 (138 659 votos) | 4.4 (8 491 votos)  |
| Annabelle Comes Home                   | 65% (181 revisiones) | 50% (26 revisiones)  | 68% (11 517 votos)  | 53 (35 revisiones) | B-          | 5.9 (74 164 votos)  | 5.3 (974 votos)    |
| The Conjuring: The Devil Made Me Do It | 56% (224 revisiones) | 54% (46 revisiones)  | 71% (5 000 votos)   | 53 (39 revisiones) | B+          | 6.3 (110 258 votos) | 5.6 (7 268 votos)  |
| La monja II                            | 52% (126 revisiones) | 67% (24 revisiones)  | 73% (2 500 votos)   | 47 (24 revisiones) | C+          | 5.9 (21 000 votos)  | 5.1 (1 300 votos)  |
| Promedio                               | 57%                  | 54%                  | 65%                 | 55                 | B           | 6.3                 | 5.4                |

## Demandas
Norma Sutcliffe y Gerald Helfrich, los dueños actuales de la casa en la que se basó The Conjuring, demandaron a Wan, Warner Bros. y otros productores; alegando que su propiedad estaba siendo constantemente vandalizada como consecuencia de la película. Entertainment Weekly obtuvo documentos en los que los propietarios afirman varias invasiones y ratifican que han encontrado numerosos objetos afiliados a cultos satánicos. La demanda también revela que los actuales propietarios compraron la casa en 1987 y vivieron "en paz" hasta 2013. Ambos propietarios habían estado buscando daños no especificados. Cuando se le preguntó, un portavoz de Warner Bros. se negó a comentar sobre el tema.
Gerald Brittle, autor de un libro sobre los Warren llamado The Demonologist, presentó una demanda por 900 millones de dólares el 29 de marzo de 2017 contra Warner Bros., New Line Cinema, James Wan y otros, alegando que tenía los derechos exclusivos de los relatos de los Warren y que había sido ilegalmente robado por los estudios y productores. El caso está programado para ir a juicio el 16 de abril de 2018; un vocero de Warner Bros. comentó: "Nos complace que la Corte haya reducido considerablemente el caso y esperamos con interés abordar los reclamos restantes en el juicio. Las afirmaciones del Sr. Brittle no solo carecen de mérito, sino que contradicen las anteriores admisiones que el Sr. Brittle ha hecho en otras demandas fallidas relativas a las películas de The Conjuring".